# Eva López
Pour les articles homonymes, voir Eva Lopez (homonymie).
Eva López est une grimpeuse espagnole, née en 1970, faisant partie des quelques femmes à avoir gravi une voie de difficulté 8c/8c+.

## Ses bellescroixen falaise
Elle compte à son palmarès trois voies de cotation 8c.
| Date       | Voie         | Site     | Roche    | Pays    | France | États-Unis  | UIAA | Note      |
| ---------- | ------------ | -------- | -------- | ------- | ------ | ----------- | ---- | --------- |
| 18/05/2005 | Nuria        | Cuenca   | Calcaire | Espagne | 8c     | 5.14b       | X+   | En photos |
| 19/10/2008 | Sumazero     | Cuenca   | Calcaire | Espagne | 8c     | 5.14b       | X+   | Son 2e 8c |
| 09/05/2009 | White zombie | Baltoza  | Calcaire | Espagne | 8c     | 5.14b       | X+   | Son 3e 8c |
| 05/08/10   | White Zombie | Baltzola | Calcaire | Espagne | 8b+/8c | 5.14a/5.14b | X    |           |
| 14/01/11   | Picos Pardos | Oliana   | Calcaire | Espagne | 8b/8b+ | 5.13d/5.14a | X    |           |

## Compétitions
Son palmarès n'est pas extraordinaire, car elle privilégie l'escalade en falaise.
| Date | Étape | Final | Année | Organisateur | Pays | Lieu | Note |
| ---- | ----- | ----- | ----- | ------------ | ---- | ---- | ---- |